# マイク・ヴァン・ダイク
マイク・ヴァン・ダイク（Mijk Van Dijk, 1963年10月11日 - ）は、ドイツのミュージシャン、DJ。主にテクノに分類される曲をリリースしている。家系はフランドル（オランダ）系である。
1990年代初期から音楽活動を始めた。初期はMarmion、Microglobe、Mijk's Magic Marblebox名義などで活動し、ドイツの主要アーティストとしてその名前が知られた。
日本のアニメ、テレビゲーム好きで知られる。特に士郎正宗のファンとして知られており、『攻殻機動隊』のゲームやコンピレーションアルバムに楽曲を提供している。また逆に、自身のアルバム『Multi Mijk』のジャケット絵を士朗正宗が手がけている。
日本にも度々来日するだけでなく、電気グルーヴのリミックスを手がけたり、日本人アーティストの曲を積極的に海外でのDJプレイで用いた。他にも日本人アーティストである石野卓球、トビーネイションと日独テクノ同盟を宣言したり、トビーネイションとのコラボでのアルバムのリリースや、日本のレコードレーベルであるフロッグマンレコーズからのリリース、『リッジレーサーV』や『アーマード・コア2』等ゲームへの楽曲提供など、日本との関わりが非常に深い。
2010年11月3日、日本のテクノポップアイドルであるPerfumeの東京ドーム公演の会場でSurgeonと共に目撃されている。

## ディスコグラフィー

### アルバム
- Glow （1997年）
- Multi Mijk （1998年）
- Glow Japanese Edition（1998年）
- Teamwork （1999年）
- Everyground （2002年）
- best of Mijk van Dijk -Past Perfect- （2010年）

### シングル
- Suck My Soul （1996年）
- Shelter （1996年）
- More （1997年）
- Teamwork Remixes（1999年）
- PaperWall （2001年）
- Game Trax Vol.2 （2001年）
- How Deep Is Your Love Remix （2002年）

### 他アーティストコラボ
- Never Have It Cold（1998年、＆クロード・ヤング）
- Delivery （1998年、＆トーマス・シューマッハ）

### 他名義
Microglobe
- High On Hope（1992年）

Mijk's Magic Marblebox
- Tokyo Trax （1995年）

Marmion
- Berlin （1993年）
- Three After Midnight （1995年）
- The Spark,the Frame & the fine Remixes（1996年）
- The classics of Superstiton - Shoneberg（1996年）
- Schoneberg - Pt1（2003年）
- Schoneberg - Pt2（2003年）
- Schoneberg - Remixes（2004年）
- Classics of techno-house - Schoneberg（2005年）